# Jason London
Pour les articles homonymes, voir London.
Jason London est un acteur américain, né le 7 novembre 1972 à San Diego (Californie).

## Biographie

### Jeunesse
Jason Paul London naît le 7 novembre 1972 à San Diego, en Californie. Sa mère, Deborah « Debbie » (née Osborn), est une serveuse et son père, Frank London, un tôlier. Il a un frère jumeau, Jeremy London, plus vieux de 27 minutes, et une jeune sœur, Dedra Ranae London (née le 22 octobre 1975-9 septembre 1992), morte à l'âge de 16 ans, dans un accident de voiture.

### Carrière
Jason London commence sa carrière à la télévision, en 1991, dans le téléfilm d'horreur Le Crépuscule des Vampires (Blood Ties), avant le film dramatique Un été en Louisiane (The Man in the Moon), dans le rôle de Court Foster, aux côtés de Reese Witherspoon.

### Vie privée
Le 18 février 1997, Jason London épouse l'actrice Charlie Spradling, qu'il fréquente depuis 1995. Cette dernière donne naissance à une fille, prénommée Cooper London, le 7 novembre 1996. En mars 2006, le couple se sépare, puis divorce en mars 2011, au bout de seize ans de vie commune et quatorze ans de mariage.
Le 16 juillet 2011, il se marie à l'actrice Sofia Karstens, rencontré en novembre 2010. En février 2014, ils se séparent au bout de quatre ans de vie commune et deux ans et demi de mariage.

## Filmographie

### Cinéma

#### Longs métrages
- 1991 : Un été en Louisiane (The Man in the Moon) : Court Foster
- 1991 : December : Russell Littlejohn
- 1993 : Génération rebelle (Dazed and Confused) : Randall Pink Floyd
- 1994 : Loin des yeux, près du cœur (Self Passage) : Gideon Singer
- 1995 : Fall Time (en) : Tim
- 1995 : Extravagances (To Wong Foo Thanks for Everything, Julie Newmar) : Bobby Ray
- 1996 : Countdown : Chris Murdoch
- 1997 : Mixed Signals : Alex
- 1999 : Dérapages (Broken Vessels) : Tom
- 1999 : Frontline : Robert
- 1999 : Carrie 2 : La Haine (The Rage: Carrie 2) : Jesse Ryan
- 1999 : La Femme de mon prof (My Teacher's Wife) : Todd Boomer
- 2000 : Poor White Trash : Brian Ross
- 2000 : $pent : Max
- 2001 : Snow, Sex and Sun (Out Cold) : Rick Rambis
- 2002 : A Midsummer Night's Rave : Stosh
- 2003 : Dracula II : Ascension : Luke (vidéo)
- 2003 : Grind : Jimmy Wilson
- 2003 : Wasabi Tuna : Evan
- 2004 : To Kill a Mockumentary : Tucker (vidéo)
- 2005 : The Prophecy: Uprising : Simon (vidéo)
- 2005 : Dracula III : Legacy : Luke (vidéo)
- 2005 : The Prophecy: Forsaken : Simon (vidéo)
- 2006 : Greed : Robert
- 2006 : La Prison de verre 2 (Glass House: The Good Mother) : Ben Koch (vidéo)
- 2006 : The Adventures of Johnny Tao: A Kung Fu Fable (vidéo)
- 2007 : Adventures of Johnny Tao : Jimmy
- 2007 : Throwing Stars (Who's Your Monkey) : Bobby Stork
- 2007 : Showdown at Area 51 : Jake Townshend
- 2008 : Au cœur du haras : Cody
- 2008 : Killer Movie : Mike
- 2009 : Devil's Tomb : Hicks
- 2009 : Sutures : Detective Zane
- 2009 : Des souvenirs pour Noël (A Golden Christmas) : Mitch
- 2010 : Maskerade : Arthur Brown
- 2010 : The Terror Experiment (Fight or Flight) : Cale
- 2010 : The Putt Putt Syndrome : Johnny
- 2010 : The Black Belle : lui-même
- 2011 : 51 : Aaron 'Shoes' Schumacher
- 2011 : The Lamp : Stanley Walters
- 2011 : Snow Beast : Bary
- 2011 : Apocalypse climatique (Storm War) : David Grange
- 2011 : Tomorrow's End : Jack
- 2012 : Avarice : Jason
- 2012 : Smitty : Russell
- 2012 : Fatal Call : Mitch Harwell
- 2012 : The Accidental Missionary : Ross Turner
- 2013 : Shelly, champion à quatre pattes : Phil Jack
- 2014 : Untold : Jerry
- 2015 : Wiener Dog Internationals : Phil Jack
- 2015 : A Perfect Vacation : Rich

#### Courts métrages
- 2003 : Last Stand : James Cavanagh
- 2009 : The Evolution of Ethan Baskin : Ethan Baskin
- 2011 : Shooting for Something Else : Jack
- 2011 : The Greatest Script Ever Written : Scott

### Télévision

#### Téléfilms
- 1991 : Le Crépuscule des Vampires (Blood Ties) : Cody Puckett
- 1991 : False Arrest : Eric
- 1993 : Country Estates : Adam Reed
- 1993 : I'll Fly Away: Then and Now : Nathaniel Bedford
- 1993 : En quête de justice (A Matter of Justice) : Chris
- 1995 : Pieds nus dans la jungle des studios (The Barefoot Executive)
- 1996 : Si les murs parlaient (If These Walls Could Talk) : Kevin Donnelly (segment "1952")
- 1997 : Amitié dangereuse (Friends 'Til the End) : Simon
- 1999 : Alien Cargo : Chris McNiel
- 2000 : Le Chien des Baskerville (The Hound of the Baskervilles) : Sir Henry
- 2004 : Ma vie volée (Identity Theft: The Michelle Brown Story) : Justin
- 2009 : Un vœu pour être heureux (The Wishing Well) : David Jackson
- 2010 : Monsterwolf : Yale
- 2015 : Zombie Shark : Maxwell Cage
- 2018 : La Proposition de Noël (The Christmas Contract) : Luc Doucette

#### Séries télévisées
- 1993 : Les Contes de la crypte : Henderson (saison 5, épisode 7)
- 1995 : Au-delà du réel : L'aventure continue : Jay Patton (saison 1, épisode 15)
- 2000 : Jason et les Argonautes (Jason and the Argonauts) : Jason (mini-série)
- 2001 : Les Nuits de l'étrange : Richard Lansky (segment "The Bokor") (saison 1, épisode 1)
- 2002 : Sept à la maison : Sid Hampton (saison 7, épisode 14)
- 2004 : Les Experts : Keith Garbett (saison 5, épisode 9)
- 2005 : Au cœur de la forêt (Out of the Woods) (téléfilm) : Matt Fleming
- 2005-2007 : Wildfire : Bobby (10 épisodes)
- 2006 : Esprits criminels William Lee (saison 2, épisode 5)
- 2007 : Grey's Anatomy : Jeff Pope (saison 3, épisode 25)
- 2007 : Saving Grace : Randy Matsin (saison 1, épisodes 9 et 10)
- 2008 : Ghost Whisperer : Dr Ryan Heller (saison 4, épisode 2)
- 2010 : NCIS : Dwight Kasdan (saison 7, épisode 19)
- 2011 : Hindsight News : Mikey C. (saison 1, épisode 5)
- 2012 : Dallas : Rick Lobell (saison 1, épisode 4)
- 2012 : Scandal : Skip Pierce (saison 2, épisode 7)
- 2012-2013 : Hero Factory : Nathan Evo (saison 1, épisodes 8 à 10)
- 2013 : Major Crimes : Chris Harris (saison 2, épisode 12)